# Lakondê
Lakondê (Lacondê).- Pleme Indijanaca Nambikwára do Norte, porodica Nhambicuaran,  s rijeke Tenente Marques u zapadnom Brazilu. Jezično su srodni s Latundê, Tawandê, Negarotê i Mamaindê. 
Ovi Indijanci smatraju sami sebe posebnim narodom i odbijaju da su Nambikwari. Danas su pred potpunim izumiranjem. 
Jezik lakondê kojim oni govore danas je možda izumro 1 govornik (2007) u naselju Vilhena.

## Vanjeske poveznice
- The memories of a Lakondê woman of her people and on becoming its sole real member  Arhivirana inačica izvorne stranice od 8. siječnja 2011. (Wayback Machine)